# Cylindrotoma distinctissima alpestris
Cylindrotoma distinctissima alpestris is een ondersoort van de tweevleugelige Cylindrotoma distinctissima uit de familie buismuggen (Cylindrotomidae). De soort komt voor in het Palearctisch gebied.